# 環境資源管理

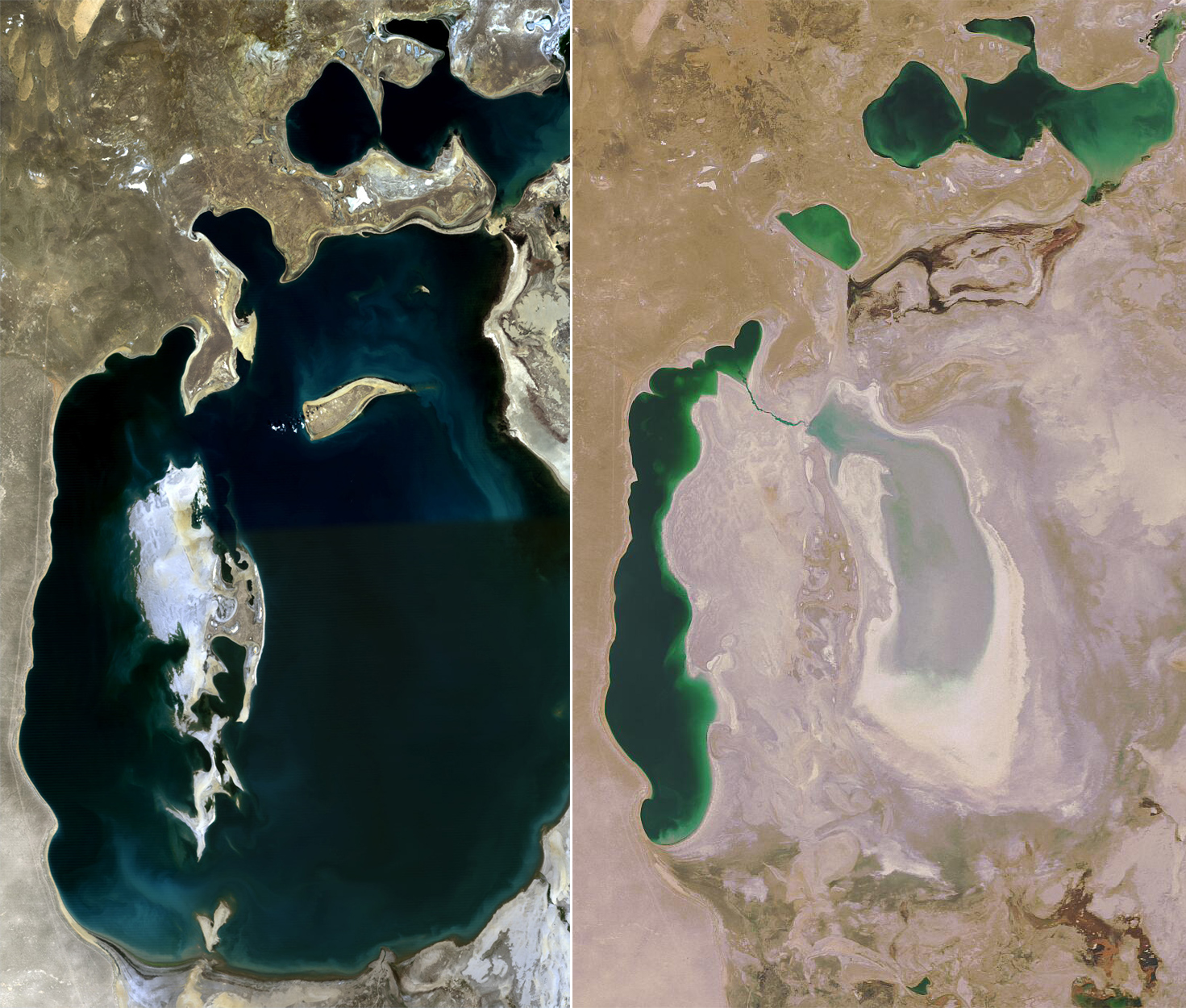
鹹海因不當的水資源利用而造成萎縮。

環境資源管理，是指人類社會與生態環境之間相互作用的影響評估管理；相對的是以應用科學與工程之方法來改善環境的環境工程學。而環境資源管理的目的是確保生態系統以得到保護和維持，以環境資訊與環境管理層面作為基礎，將環境管理與自然資源之間互相影響，同時考量環境層面、經濟層面及自然層面三方面的平衡發展理念，作為環境與自然資源管理領域之發展重點。

## 定義
環境資源管理的範疇擴及整個生態環境。它所探討的範圍，除了生物生活周圍的氣候、生態系統、周圍群體和其他種群外，也涉及到人類對於環境的社會、文化、經濟行為，因而以環境倫理、經濟、技術與社會等行為規範，已達成環境永續的目的性。